# Eparchia di Čeljabinsk

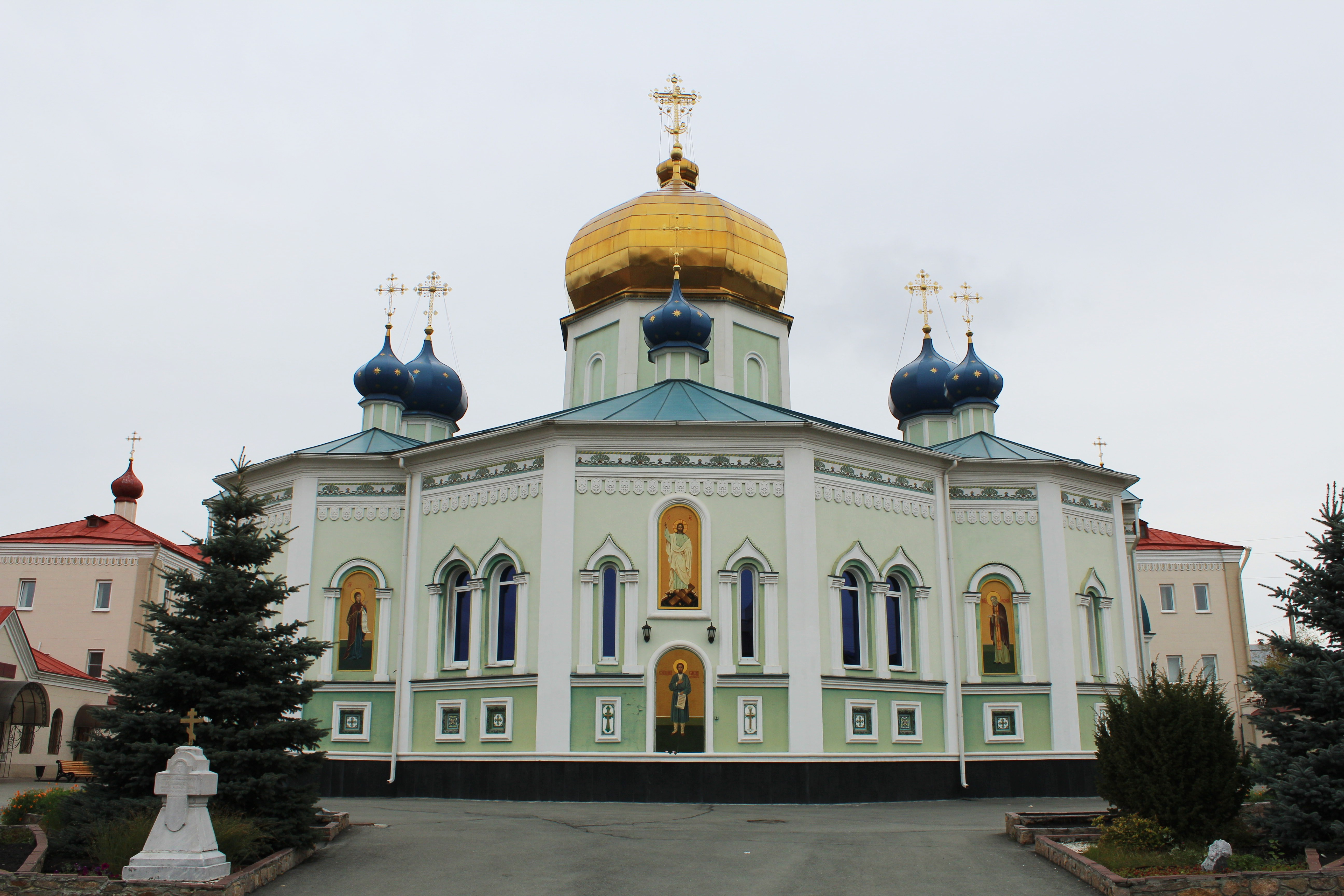
La cattedrale di San Simeone di Čeljabinsk.

L'eparchia di Čeljabinsk (in russo Челябинская епархия?) è una diocesi della Chiesa ortodossa russa, appartenente alla metropolia di Čeljabinsk.

## Territorio
L'eparchia comprende le città di Čeljabinsk, Verchnij Ufalej, Karabaš Kopejsk Kyštym, Miass, Ozërsk, Snežinsk e Čebarkul', e i rajon Argajašskij, Kaslinskij, Korkinskij, Krasnoarmejskij, Kunašakskij, Njazepetrovskij, Sosnovskij e Čebarkul'skij nell'oblast' di Čeljabinsk nel Circondario federale degli Urali.
Sede eparchiale è la città di Čeljabinsk, dove si trova la cattedrale di San Simeone.
L'eparca ha il titolo ufficiale di «metropolita di Čeljabinsk e Miass».

## Storia
L'eparchia è stata eretta nel 1918 ricavandone il territorio dall'eparchia di Orenburg. Nel 1960 fu soppressa e il suo territorio annesso a quello dell'eparchia di Sverdlovsk.
L'eparchia è stata restaurata nel 1989. Il 26 luglio 2012 ha ceduto una porzione di territorio a vantaggio dell'erezione delle eparchie di Magnitogorsk e di Troick e contestualmente è entrata a far parte della metropolia di Čeljabinsk.
Il 27 dicembre 2016 ha ceduto un'ulteriore porzione di territorio per l'erezione dell'eparchia di Zlatoust.